# Loesenera kalantha
Loesenera kalantha é uma espécie vegetal da família Fabaceae.
Pode ser encontrada nos seguintes países: Costa do Marfim e Libéria.